# Hell-Bourg
Hell-Bourg ist ein kleines Dorf in der Gemeinde Salazie im französischen Übersee-Département Réunion. Es befindet sich etwa 930 Meter über dem Meeresspiegel im Cirque de Salazie, einer Caldera des erloschenen Vulkans Piton des Neiges. Der Ort wurde nach dem ehemaligen Admiral und Inselgouverneur Anne Chrétien Louis de Hell benannt und hieß vorher Bémaho.
Hell-Bourg ist seit 1999 als eines der Plus beaux villages de France (Schönste Dörfer Frankreichs) klassifiziert. Am westlichen Ortsrand fließen der Bras d’Amales und der Bras Sec entlang.

## Geschichte

### Kurort

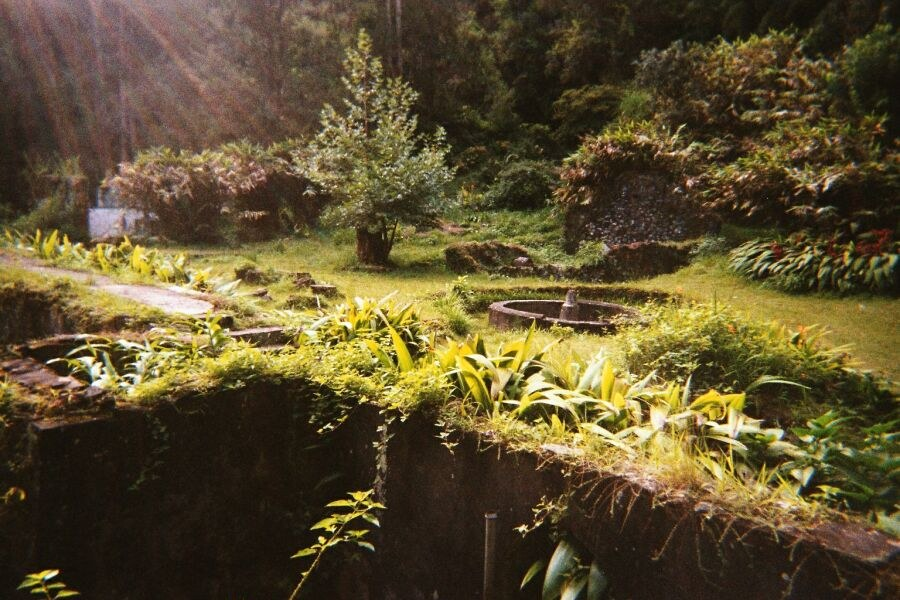
Ruinen der alten Thermalquellen

Nachdem Europäer in den 1830er Jahren Thermalquellen in der Nähe des späteren Dorfes entdeckten, wurde Bémaho/Hell-Bourg als kleiner, aber wohlhabender Kurort gegründet und gedieh als solcher mehr als einhundert Jahre lang. Entgegen vielen Berichten dieser Zeit waren die Quellen sowohl Sklaven als auch Einheimischen schon seit längerem bekannt gewesen. Urkundlichen Aufzeichnungen zufolge sollen diese bereits von leprakranken Sklaven zur Heilung benutzt worden sein. 1839 begannen die kolonialen Behörden mit dem Bau eines Hotels für Kurgäste. Ein an die Quellen angeschlossenes Lazarett, das heutige Hôtel des Salazes, konnte 1857 fertiggestellt werden. 1890 schließlich erhielt das Dorf Anschluss an eine befahrbare Straße. Bei der Gründung der Gemeinde Salazie im Jahr 1899 wurde Hell-Bourg dieser zugeordnet.
Die Thermalquellen wurden im Flussbett des Bras sec („Trockener Arm“) entdeckt, der ein Nebenfluss des Rivière du Mat ist. Er hatte einen Durchfluss von rund 800 bis 1.300 Liter pro Stunde und eine Wassertemperatur von 32 °C. Das Wasser war eisenhaltig, nur leicht chlorid- und kalziumhaltig und enthielt keinerlei Sulfate. Es wurde schon bald Kindern sowie schwachen und anämischen Erwachsenen empfohlen, dazu Personen, die an Gastritis litten. 1852 wurde die Société Anonyme de l’Etablissement Thermal de Salazie gegründet, die das Mineralbad, ein Kasino und ein Direktorenhaus errichtete. Es folgten mehrere Villen im Kreolen-Stil für reiche Einzelpersonen.
Die Thermen von Hell-Bourg wurden bald auch außerhalb der Réunion berühmt. Zusammen mit anderen Thermen in Cilaos im Süden der Insel und Antsirabe in Madagaskar wurden sie ein beliebtes Ausflugsziel für Reisende aus Südafrika, Kenia und Mosambik, außerdem zum Urlaubsort für reiche Vanille-Plantagen-Besitzer vom Osten der Insel. Die Popularität ging teilweise darauf zurück, dass Thermalbäder als Allheilmittel für viele gesundheitliche Probleme und Krankheiten gepriesen wurden, die viele Europäer in den kolonialen Tropen heimsuchten.

### Niedergang
Die Quellen wurden später von der Gemeinde Salazie gekauft, die diese an die Kolonialverwaltung abtrat. Allerdings ging 1920 die Wassertemperatur zurück, so dass das Wasser künstlich durch Öfen erhitzt werden musste, was wiederum zum Zerfall einiger chemischer Verbindungen führte. Der Kurort begann seinen Reiz zu verlieren.
1948 schließlich löste ein Zyklon einen Erdrutsch aus, der die Thermalquellen blockierte (ebenso die Straßen, die nach Hell-Bourg führten). Ein Versuch, die Quellen mit Sprengstoff zu räumen, scheiterte katastrophal und führte zu einem teilweisen Zusammenbruch des Kurbades und zur Zerstörung des Kasinos. Der Ort verlor schnell an Bedeutung, die zuvor für seine rasche Entwicklung in der unwirtlichen Gebirgsregion verantwortlich gewesen war.

### Moderne Zeit

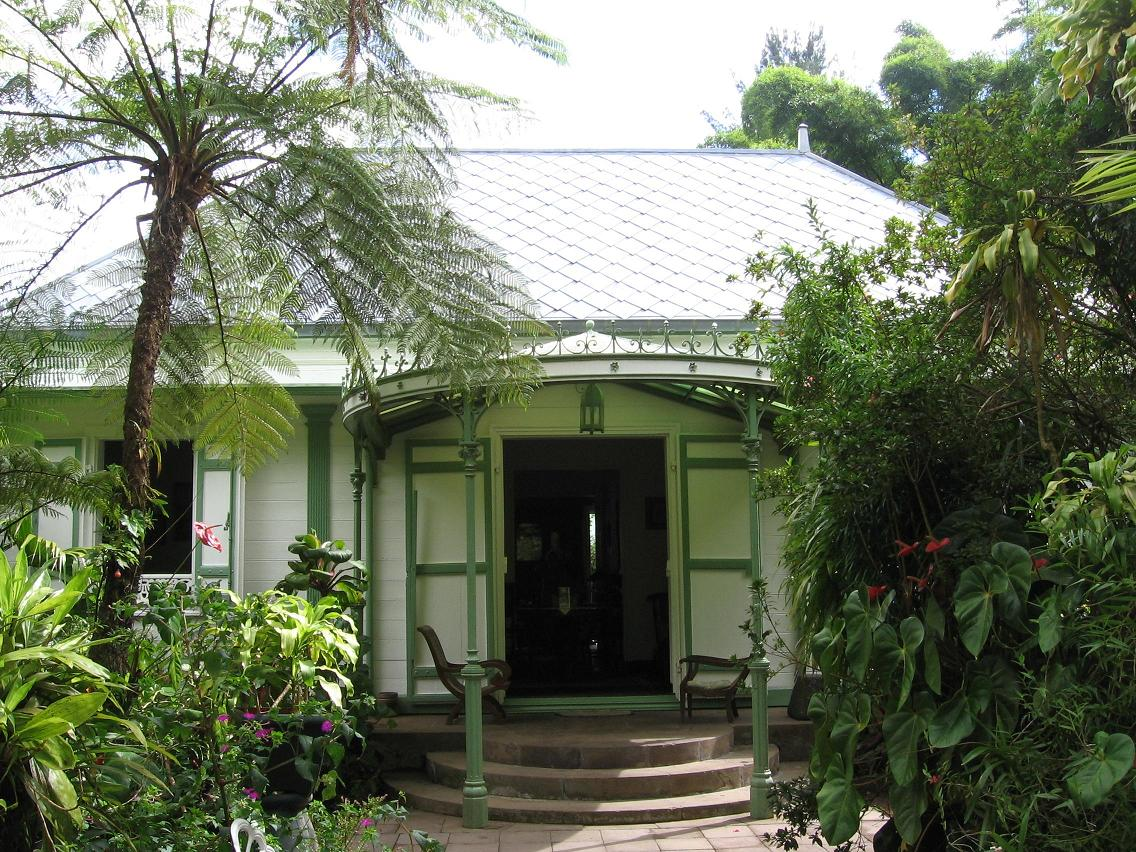
Denkmalgeschützte Villa Folio im kreolischen Stil

Nach einigen Jahrzehnten, in denen das Dorf vergessen und von ärmeren Bauern besiedelt wurde, erhielt Hell-Bourg durch den Tourismus wieder eine Einnahmequelle. Mit einer teilweisen Kostenbeteiligung der Europäischen Union wurden etwa 26 der traditionellen kreolischen Villen restauriert. Als einziges Dorf auf der Insel ist es seit 1999 ein Mitglied der Les Plus Beaux Villages de France („Die schönsten Dörfer Frankreichs“), eine Auszeichnung, die etwa 150 der sehenswertesten Gemeinden in Frankreich erhalten haben. Im Zusammenhang mit den Anforderungen für die Vergabe des Preises gibt es im Dorf wenige bis gar keine sichtbaren modernen Elemente wie Telefon- oder Strommasten.
Das Dorf mit seinen verschiedenen kleinen und mittelgroßen Hotels, zu denen auch eine kleine Jugendherberge gehört, dient als Ausgangspunkt für Wanderungen zum Cirque, insbesondere zum kleinen Gipfel im Zentrum der Caldera, dem Piton d’Anchaing (4 bis 6 Wegstunden) oder hoch zum zentralen Gipfel der Insel, dem Piton des Neiges (2-Tages-Ausflug). Es beheimatet darüber hinaus ein kleines Museum, mehrere Kreolen-Gebäude aus dem 19. Jahrhundert und einen berühmten bunten Friedhof. Besonders bekannt ist die Villa Folio. Die Gegend ist auch für den Anbau von Chayoten bekannt.

## Einrichtungen
Die katholische Pfarrkirche des Dorfes ist die 1975 wieder errichtete Kirche St-Henri. Mit der Gemeindebibliothek Salazie befindet sich die Bibliothek der Gemeinde Salazie im Ort. In Hell-Bourg steht das Kriegerdenkmal L’Âme de la France sowie der einer Sklavin gedenkende Brunnen Héva.
Am nördlichen Ortsrand liegt der Friedhof von Hell-Bourg.